# Sor (rijeka)
Sor je rijeka na jugozapadu Etiopije i lijevi pritok rijeke Gebe. izvor joj je na Etiopskoj visoravni u woredi Sajo (Zona Ilubabor, Oromia).
Na rijeci se kod grada Metua nalaze poznati vodopadi visoki 20 m.
Na Soru je izgrađena mala hidrocentrala kapaciteta 5 MW 1990. godine.